# George E. Collins
Pour les articles homonymes, voir Collins.
George Edwin Collins, né le 10 janvier 1928 à Stuart (Iowa) et mort le 21 novembre 2017 à Madison (Wisconsin) est un mathématicien et informaticien théoricien américain. Il est l'inventeur du ramasse-miettes par comptage de références, et de la méthode de décomposition cylindrique algébrique,, en calcul  formel.

## Carrière et travaux
George E. Collins obtient un B. Sc. à l'université d'État de l'Iowa  en 1951 puis un Ph. D. à l'université Cornell en 1955, sous la supervision de John Barkley Rosser (titre de la thèse : « The Modeling of Zermelo Set Theories in New Foundations »). Il travaille ensuite au IBM Watson Research Center, Yorktown Heights, New York, et depuis 1967 il passe l'essentiel de sa carrière au département d'informatique de l'université du Wisconsin à Madison, où il dirige le département en 1972-74.
Ses travaux concernent les algorithmes en calcul formel. Son premier système de calcul formel, le PM system, est un système de manipulation de polynômes, ce qui l’amène à s’intéresser au calcul efficace du pgcd de deux polynômes. Il a publié non seulement sur la décomposition cylindrique, mais a également fait des contributions fondamentales dans le calcul du pgcd de polynômes, les algorithmes pour les résultants et sous-résultants, la factorisation des polynômes et l'isolation de racines réelles.
George E. Collins est Fellow l'Association for Computing Machinery depuis 2004 « pour ses contributions au calcul symbolique ».  Le premier de ses élèves est Ellis Horowitz.

## Publications (sélection)
- [1960] George E. Collins, « A Method for Overlapping and Erasure of Lists », Commun. ACM, vol. 3, no 12,‎ 1960, p. 655-657 (DOI 10.1145/367487.367501)
- [1966] George E. Collins, « PM, a system for polynomial manipulation », Commun. ACM, vol. 9, no 8,‎ 1966, p. 578-589 (DOI 10.1145/365758.365770)
- [1974] George E. Collins, « Quantifier elimination for real closed fields by cylindrical algebraic decomposition--preliminary report », ACM SIGSAM Bulletin, vol. 8, no 3,‎ 1974, p. 80–90 (ISSN 0163-5824, DOI 10.1145/1086837.1086852)
- [1975] George E. Collins, « Quantifier elimination for the elementary theory of real closed fields by cylindrical algebraic decomposition », Second GI Conf. Automata Theory and Formal Languages, Springer, lecture Notes in Computer Science,‎ 1975, p. 134-183 (lire en ligne) — Hauptvortrag
- [1976] George E. Collins, « Quantifier Elimination for Real Closed Fields by Cylindrical Algebraic Decomposition », ACM SIGSAM Bulletin, vol. 10, no 1,‎ 1976, p. 10–12 (ISSN 0163-5824, DOI 10.1145/1093390.1093393)
- [1998a] George E. Collins, « Quantifier elimination for real closed fields by cylindrical algebraic decomposition », dans Quantifier elimination and cylindrical algebraic decomposition (Linz, 1993), Vienne, Springer, coll. « Texts Monogr. Symbol. Comput. », 1988 (MR 1634190), p. 85-121 — Réimpression du Hauptvortrag de 1975.
- [1998b] George E. Collins, « Quantifier elimination by cylindrical algebraic decomposition—twenty years of progress », dans Quantifier elimination and cylindrical algebraic decomposition (Linz, 1993), Vienne, Springer, coll. « Texts Monogr. Symbol. Comput. », 1988 (MR 1634188), p. 8-23